# Nephthea acuticonica
Nephthea acuticonica är en korallart som beskrevs av Verseveldt 1974. Nephthea acuticonica ingår i släktet Nephthea och familjen Nephtheidae. Inga underarter finns listade i Catalogue of Life.